# چشم‌ببری
چشم‌ببری (به انگلیسی: Tiger's eye) نوعی از سنگ‌های قیمتی است.
چشم‌ببری معمولاً یک سنگ دگرگونی با رنگ‌های طلایی و قرمز و قهوه‌ای و جلایی ابریشمی است که در آن اثری معروف به اثر چشم گربه دیده می‌شود.
چشم‌ببری یک نوع کوارتز با درخشندگی متغیر با ادخال‌های فیبری یا رشته‌ای (به‌ویژه کروسیدولیت) است. این سنگ در مقابل گرما تغییر می‌کند. چشم‌ببری دارای سختی ۷ می‌باشد.
بیشتر چشم‌ببری‌ها در آفریقای جنوبی استخراج شده‌اند اما همچنین در استرالیا، برزیل، میانمار، هند، نامیبیا، سری‌لانکا و ایالات متحده نیز یافت می‌شوند.
انواع سبز- خاکستری این سنگ‌ها کوارتز چشم‌گربه‌ای نامیده می‌شوند. انواع قهوه‌ای تیره این سنگ چشم‌گاوی نامیده می‌شوند. نوع کاملاً سیلیسی‌شده و آبی‌رنگ سنگ چشم‌ببری نیز وجود دارد که چشم شاهین نامیده می‌شود.
سنگ چشم‌ببری به شکل نتراشیده، صیقلی شده و به صورت زنجیر در بازار یافت می‌شود.
سنگ چشم‌ببری نخستین‌بار در آفریقای جنوبی شناسایی شده است. ترکیب شیمیایی آن شامل حدود ۲۳٫۴۱٪ اکسید منیزیم، ۴۱٫۷۱٪ اکسید آهن و ۳۴٫۸۸٪ سیلیس است و نسبت منیزیم به آهن آن تقریباً ۱ به ۱ می‌باشد (وابسته به سری ایزومورف فورستریت–تافایالیت). بلورها در دمای کمتر از ۵۷۳ درجه سانتی‌گراد در دستگاه هگزاگونال متبلور می‌شوند و شکل آن‌ها منشوری و بی‌پیرامیدال است. رنگ معمول این کانی قهوه‌ای مایل به سبز یا قهوه‌ای است، جلای آن شیشه‌ای تا صدفی، شکستگی‌اش صدفی یا تراشه‌ای، و رخ آن ناقص و مطابق با سطح بلور است. این کانی شفافیت غیرشفاف تا نیمه‌کدر دارد، خاصیت مغناطیسی ندارد و منشأ تشکیل آن می‌تواند ماگمایی، پگماتیتی، هیدروترمال، دگرگونی یا به‌صورت رگه‌های تیپ باشد. همراهی معدنی (پارانژ) آن شامل آپاتیت، پولوسیت، بریل، توپاز، فناکیت، فلدسپات‌ها، میکاها، آمفیبول‌ها و پیروکسن‌هاست. این کانی به صورت بلوری، آگرگات دانه‌ای یا توده‌ای کمیاب است و در کشورهایی چون آفریقای جنوبی، هند، مکزیک، استرالیا و آمریکا یافت می‌شود.
سنگ چشم‌ببری از دگرسانی کانی الیافی آبی‌رنگ کریوسیدولیت (حاوی آهن و سدیم) به‌وجود می‌آید. این فرایند با نفوذ بلورهای کوارتز در میان الیاف کریوسیدولیت آغاز می‌شود و در پایان، دو نوع سنگ حاصل می‌شود: «چشم عقاب» (آبی‌رنگ) و «چشم ببر» (قهوه‌ای مایل به طلایی). این سنگ معمولاً دارای خطوط راه‌راه طلایی و قهوه‌ای است که با تغییر زاویه دید، تغییر رنگ می‌دهد؛ در برخی نمونه‌ها رگه‌هایی از رنگ قرمز یا آبی نیز دیده می‌شود. سختی چشم ببر ۷ در مقیاس موس است و به‌راحتی می‌تواند شیشه را خط بیندازد. 
یکی از ویژگی‌های مهم آن «اثر چشم گربه» است که با جابه‌جایی نور بر روی سطح سنگ، نوار یا نقطهٔ نورانی روی آن حرکت می‌کند. 
در باورهای عامیانه، همراه داشتن این سنگ به صورت زیورآلات باعث خوش‌اقبالی و محافظت در برابر بلا دانسته می‌شود و به همین دلیل استفاده از آن به‌ویژه در قالب دستبند یا گردنبند، به‌خصوص میان نوجوانان، رواج دارد.